# 황석영
황석영(黃晳暎, 1943년 1월 4일 ~ )은 대한민국의 소설가, 작가, 사회운동가이다.
1962년 《입석부근(立石附近)》으로 사상계의 신인문학상에 입선하며 등단하였고 1970년 《탑(塔)》이 조선일보에 당선되며 문단에서 활동하였다.
1989년 방북하여 귀국하지 못하고 9월경에 베를린예술원 초청 작가로 독일에서 부인, 아들과 함께 정착하여 생활해왔는데 여권 만료 시한인 1992년 2월이 임박해 독일 내의 합법적인 체류에 문제가 생기면서 1991년 11월 14일 독일을 떠나 거처를 미국 뉴욕으로 옮겼다. 1993년 귀국 이후 방북 사건으로 국가보안법 위반으로 구속되어 무기징역을 구형받고 법원에 의해 징역 7년형을 선고 받았다가 1998년 사면 석방되었다. 검찰이 무기징역을 구형하자 북한은 관영 중앙통신을 통해 『그의 방북과 해외활동은 순수 작가로서의 사명감과 함께 통일을 지향하는 민족의 한 성원으로서의 의무감에서 출발한 것』이기에 『어떤 경우에도 결코 죄가 될 수 없다』고 주장하면서 황석영이 북한에 매수되어 밀입북하여 북으로부터 25만 달러의 공작비를 받았다는 당국의 발표에 대해서 『작가로서 동족이 살고 있는 공화국 북반부를 다녀갔을 뿐이고 우리는 그를 동포 작가로서 대해주었을 따름』이라며 이를 『터무니없이 날조된 수사결과』라며 "황석영을 즉각 석방하라"고 하였다.
황석영은 민중 역사소설로 불리는 《장길산》을 통해 민중의 건강한 생명력에 주목했으며, 《한씨연대기》와 《삼포 가는 길》등을 통해 산업화 시대의 시대정신과 노동자와 도시 빈민의 세계를 문학적으로 대변했다. 주요 작품으로는 《장길산》, 《삼포 가는 길》, 《손님》, 《오래된 정원》, 《심청》등이 있다.
황석영 석방대책위원회(공동의장 신경림 등 4명)은 1993년 9월 25일 황석영문학제 개최에 맞춰 황석영의 방북과 그 이후 국외에서의 활동, 귀국, 그리고 투옥으로 이어지는 행보를 통해 남북분단의 모순을 증언하여 제1부 <사람이 살고 있었네>: 북에서 만난 문인과 노동자, 농민, 학생들을 비롯해 북한사회 곳곳에 대한 생각들이 담겨 있는 방북기 2부 <통일을 위해 문학의 길을 걷다보면 어디나 조국이었네>: 방북과 관련한 인터뷰를 모음 3부 <분단시대 통일작가 황석영>: 방북이전인 80년대 발표한 단편 <골짜기>와 <열애> 수록 4부 北의 초청장과 합의서, 영화계약서, 귀국성명서, 모두 진술서 등 방북관련 자료를 엮은 「황석영 북한 방문기- 사람이 살고 있었네」(시와사회사刊)를 발간했다.

## 학력
- 서울영등포초등학교
- 경복중학교
- 경복고등학교 중퇴
- 고졸 검정고시
- 숭실대학교 철학과(재적)
- 동국대학교 인도철학과 중퇴

## 생애

### 생애 초반
1943년 1월 4일 만주 장춘에서 태어나 1945년 광복 후에 평양 외가로 왔다. 본명은 황수영이다. 1947년 월남하여 영등포에 정착, 1950년 영등포국민학교에 입학했으나 한국 전쟁으로 피난지를 전전했다. 1956년 경복중학교, 1959년 경복고등학교에 입학했다. 동국대학교 인도철학과를 중퇴했으나, 나중에 명예학사를 받았다. 고교 재학 중 청소년 잡지인 《학원(學園)》의 학원문학상에 단편소설 《팔자령》이 당선되었다.

### 문단 초기 활동
1960년 경복고등학교 재학 중, 4·19 혁명 때 함께 했던 안종길이 경찰의 총탄에 사망하여, 그는 친구들과 함께 안종길의 유고 시집을 발간했다. 1961년 전국고교문예 현상공모에 《출옥일》이 당선되었고, 1962년 봄 고등학교에 자퇴서를 내고 남도 지방을 방랑하다 같은 해 10월 집으로 돌아왔고 11월 사상계 신인문학상에 《입석부근》이 당선되며 등단하였다.
검정고시를 거쳐 1964년 숭실대학교 재학 중, 한일회담 반대시위에 참가하였다가, 영등포경찰서 유치장에서 만난 제2한강교 건설노동자와 남도로 내려갔다. 이 시기에 일용 노동 등 여러 가지 일을 하다가 칠북의 장춘사(長春寺)에서 입산했다. 동래 범어사를 거쳐 금강원에서 행자 노릇을 하다가 어머니가 찾아와 집으로 돌아갔다. 1966년 대학에서 제적된 뒤 해병대에 자원입대해 청룡부대 제2진으로 베트남 전쟁에 참전했다. 훗날 그가 쓴 장편소설인 《무기의 그늘》에는 당시의 경험이 그대로 녹아 있다. 참전 이후 1969년 5월 군에서 제대했다. 1970년 조선일보 신춘문예에 희곡 《환영의 돛》과, 베트남전의 경험을 소재로 한 단편소설《탑》이 당선됐다. 이때부터 황수영 대신 황석영이라는 이름을 사용했는데, 여성적인 이름과 '황수영 시절의 사연들이 싫어' 바꾸었다고 한다.
1970년부터 《돌아온 사람》, 《객지》, 《삼포 가는 길》 등의 사실주의 중·단편을 속속 발표했다. 이때 동국대학교 인도철학과를 중퇴하였으나, 2000년 학교로부터 명예졸업장을 받는다. 1974년 7월부터는 한국일보에 대하소설 《장길산》을 연재하기 시작했다. 이 연재는 1984년 7월까지 계속됐다.

### 1980년대 이후
1989년 3월에는 조선민주주의인민공화국의 '조선문학예술총동맹'의 초청으로 방북하여 방북 기간 동안 평양에서 김일성과 만났다. 이후 귀국하지 못하고 독일예술원 초청작가로서 1991년 11월까지 독일의 베를린에 체류했다. 이때 북한 방문기 《사람이 살고 있었네》를 《신동아》와 《창작과 비평》에 게재했다.
한편 그는 국군보안사령부의 사찰대상 중 한사람이 되어 노태우 정부로부터 감시당했는데, 1990년 10월 4일 오후6시40분쯤 외국어대 재학 중 민학투련 출신이었던, 탈영병 윤석양 이병의 폭로에 의해 밝혀졌다. 윤석양은 탈영후 서울시 연지동 기독교회관 7층 한국기독교교회협의회 인권위원회 사무실에서 「양심선언」을 통해 탈영당시 보안사에서 갖고나온 동향파악대상자 개인색인표 신상철, 이들 내용이 입력된 컴퓨터디스킷을 공개했다.
1993년 4월 27일 오전 6시 25분 아시아나항공편으로 귀국했을 때 국가보안법 위반 혐의로 징역 7년형을 선고받았다. 서울 구치소에 수감중일 때 미국펜클럽 등 전세계적인 구명운동이 있은 가운데 시보 미쯔가즈(芝生瑞和) 등 일본펜클럽 산하 투옥작가위원회 부위원장 2명이 1993년 7월 5일 방한하여 황석영의 석방운동을 벌였다. 방한 기간 동안 작가회의 신경림 의장과 김남주 시인, 김덕수 한국펜클럽 회장, 변호인단 한승헌 등을 만나 황석영이 구속된 경위와 안기부 수사결과 발표의 진위 등을 파악하고 1993년 7월 8일 오전 황석영의 면회를 요구했으나 당국이 `상부의 지시`라는 이유로 거부되었다. 1998년 3월에 김대중한테 특별 사면되면서 그의 소설 《장길산》, 《객지》, 《오래된 정원》, 《무기의 그늘》, 《한씨 연대기》, 《삼포 가는 길》, 《손님》 등이 미국, 프랑스, 중국, 일본, 중화민국 등에 출간되었고 영국, 독일, 스페인에서도 곧 출간되었다.

### 2000년대 이후
2009년 5월 13일에 이명박 대통령과 함께 중앙아시아 순방에 참가했다. 그는 자신이 이명박 정부를 "중도실용 정부"로 평가한다고 말했으며, 이명박 정부의 국정운영에 협조하겠다는 뜻을 밝혔다. 또한 그는 용산 참사와 관련, "현 정부의 실책이라고 본다."고 말했지만, "해외에 나가 살면서 광주사태가 우리만 있는 줄 알았다."며 "70년대 영국 대처정부 당시 시위 군중에 발포해서 30-40명의 광부가 죽었다."고 지적한 뒤 "그런 과정을 겪으면서 사회가 가는 것이다."라고 자신의 의견을 말하며 논란에 휩싸였다. 이런 행보에 대해 보수 논객인 박효종 서울대학교 교수는 "사람이라면 누구나 세월의 흐름에 따라 이념이나 가치관의 변화를 겪을 수 있다. 황석영 씨의 발언을 놓고 변절이라고 말하는 것은 매우 부적절하다."고 말했다. 반면에 진보 성향의 손호철 서강대학교 교수는 "자신의 행동을 정당화하기 위해서 MB 정부를 중도라고 규정하는 건 매우 잘못된 일"이라고 비판했다.
이후 황석영은 2009년 6월 7일, 한겨레 신문을 통해 이명박 정부 지지를 한달도 안돼 철회했다. 이에 대해 황석영은 "이명박 정부의 내용이라는 게 내가 살아왔던 것과 다르지만 남북관계를 변화시키는 데 일조하는 역할을 하려고 한 것"이라고 말했다. 또한 방북, 망명을 거쳐 1998년 감옥을 나온 뒤 《바리데기》,《개밥바라기 별》,《강남몽》,《낯익은 세상》으로 이어지는 작품들이 자신의 후반기 문학이라 말하며 매너리즘에 빠지지 않도록 자기 변모ㆍ변신을 해야한다고 생각한다고 말했다. 2012년 '등단 50주년'을 맞이하는 소감에 대해서는 "현재에서 가까운 기억들은 지워버리고 자기가 남겨야 할 기억을 간추리고 재정리하듯 만년문학은 근원과 출발로 돌아가 여러 관계를 정리하고 큰 선에서 정리해야 한다."고 말했다.
2012년 등단 50주년을 맞아 낸 소설《여울물 소리》출간 인터뷰에서 황석영은 올해 칠순이나 앞으로 10년은 더 우리 사회에 필요한 발언을 계속할 생각이라고 말했다. 그는 개헌을 통한 권력 분산, 경제민주화, 북방정책 등 세가지 목표를 이루고 싶다며 특히 이명박 정부에 기대했던 '북방정책'을 숙원사업으로 꼽았다. 몽골부터 카자흐스탄까지 북방 국가들과의 경제협력과 문화교류를 이룸으로써 한반도 평화의 기틀을 닦는다는 게 그가 주장하는 '북방정책'의 골자다. 이를 위해 2009년 이명박과 중앙아시아 순방에 동행했다가 많은 비판에 시달렸던 그는 그간 장편을 발표하면서 정치와 거리를 두며 원로작가로 돌아가는 듯했으나 2012년 대선을 계기로 야권후보를 지지하며 야권 대선 후보인 문재인 후보와 안철수 후보의 단일화 과정에 관여하기도 했다.

## 평가

### 평가
그의 소설은 1970년대 초반 이후의 사회적 상황에 대해 예리하면서도 객관적인 시선과 강한 문제의식을 보여주는 점이 특징이다. 유신정권의 개발 우선 정책과 산업화·근대화의 파행적 전개 등이 황석영의 투철한 시대의식과 맞부딪침으로써 그의 소설을 더욱 문제적인 작품으로 이끌고 간 것이다. 특히, 《객지》, 《삼포 가는 길》은 도시화와 산업화 우선의 개발정책이 야기한 이농현상과 농촌의 붕괴현상 등 당시 사회적 모순의 핵심을 꿰뚫고 있는 작품이다. 실제 《삼포 가는 길》에서 고향으로 돌아가려고 했지만, 고향인 삼포마저 산업화되었다는 소식을 듣고 주인공 영달이 발길을 돌리는 결말은 산업화로 인해 안식할 고향마저 잃어버린 노동자들의 삶을 상징한다. 
그가 1980년대에 발표한 장편소설 《장길산》은 지배층 중심의 사관이 두드러지는 기존의 역사소설이 지닌 근본적인 한계를 뛰어 넘어서 홍명희의 《임꺽정》 이후에 단절된 민중적 영웅상을 소설 속에서 다시 부활시킨 작품이다. 민중의 한을 역사변혁의 힘으로 승화시킨 그의 소설은 근본적으로는 '역사의식'의 바로세우기에서부터 출발하며 남성적인 투박한 '힘'이 두드러지는 강한 문체로서 소설 전체의 이야기를 박진감 있게 전개시키고 있다.
《객지》, 《삼포 가는 길》의 결말 부분에서 쉽게 확인할 수 있듯이 그의 소설은 암울한 현실 속에서도 미래와 인간에 대한 희망을 포기하지 않는 강인한 성격의 '인간'에 초점을 맞춘다. 마치 풀뿌리의 끈질긴 생명력처럼 고통과 시련을 견디고 미래를 향한 강한 투쟁 의욕과 생명력을 발산하는 '인물'의 부각은 그의 소설의 뛰어난 매력이자 독자들을 끌어들이는 마력이다. 현실참여파로 정치사상적으로 사회민주(사민주의)적 진보주의자로 분류된다.

## 이외 이력
- 前 새정치국민회의 문화예술행정특임위원(1999년)

## 작품

### 장편소설
- 《장길산》(1974년~1984년)
- 《무기의 그늘》(1985년)
- 《오래된 정원》(2000년)
- 《손님》(2001년)
- 《모랫말 아이들》(2001년)
- 《심청, 연꽃의 길》(2007년)
- 《바리데기》(2007년)
- 《개밥바라기별》(2008년)
- 《강남몽》(2010년)
- 《낯익은 세상》(2011년)
- 《여울물 소리》(2012년)
- 《해질 무렵》(2015년)
- 《철도원 삼대》(2020년)

### 단편소설집
- 《객지》- 중단편전집1(창비)
- 《삼포 가는 길》- 중단편전집2(창비)
- 《몰개월의 새》- 중단편전집3(창비)

### 희곡
- 《장산곶매》- 희곡전집(창비, 2000년)

### 비소설
- 《아우를 위하여》(1972년)
- 《가자 북으로 오라 남으로》- 황석영 북한방문기(2000년)
- 《황석영의 맛과 추억》(2001년)
- 《수인》(2017년)

### 번역소설
- 《삼국지》(2003년)

### 단편선 편집
- 《황석영의 한국 명단편 101》(2015년)

## 수상
- 2004년 제8회 만해대상 문학상[12]
- 2004년 한국문화예술진흥원 올해의 예술상[13]
- 2008년 제3회 마크 오브 리스펙트상

## 논란

### 국가보안법 위반 전력
황석영은 민주화 운동, 방북, 국가보안법 위반 수감 등 '진보 노선'을 걸어오다 2009년 5월 15일 북방정책에 대해 기대가 된다며 이명박 전 대통령과 중앙아시아 순방 동행 및 지지 발언으로 논란에 휘말리게 된다. 이후 한달이 안돼 2009년 6월 7일, 이명박 정부의 대북 강경정책에 대해 실망했다며 지지를 철회했고 다시 비판자로 돌아서서 진보인사로 활동하고 있다.

### 광주 민주화 운동 발언 논란
1985년, 1980년 5월 광주 민주화 운동의 기록물인 《죽음을 넘어 시대의 어둠을 넘어》를 출간했던 만큼 2009년 이명박 전 대통령과 순방을 다녀와 현 정권을 지지한다며 광주 민주화 운동을 '광주사태'라고 발언한 것과 관련해 논란이 일며 황 작가의 블로그에 실망글이 가득 올라오기도 했다. 황석영은 '광주가 바로 나의 문학'이라며 서구에서도 그런 창피한 일이 있더라는 것을 말하려던 것이라고 해명했다. 이후 이명박 정부에 실망을 했다며 지지를 철회하고 진보인사로 활동한 황석영은 2013년 1월 5일 광주를 방문해 힐링 사인회를 열며 '호남은 한국 민주화의 중심'이라 평했다.

### 표절 의혹
2010년 인터파크에서 '강남몽'이라는 소설을 연재하다가 탈고했다. 강남 형성사를 둘러싼 근현대사에 대해 해석한 작품으로 6월 창비에서 출간됐다. 
삼풍백화점 붕괴사고를 중심으로 그 이전의 이야기로 거슬러올라가며 다양한 인간군상들이 '강남'이라는 욕망의 소용돌이를 어떻게 형성했으며, 그 가운데에서 어떤 식으로 괴물로 변해가는가를 담고 있다. 
월간조선은 황석영 비판 기사를 쓰면서 강남몽이 신동아 기자의 르포를 표절했다는 시비가 붙어서 논란이 되었다. 이에 황석영은 출처 표기를 하지 못했다고 해명했지만 여전히 표절 의혹이 남아 있다.